# 彩が丘
彩が丘（あやがおか）は、広島県広島市佐伯区の地名。正式な住所は河内南であり、一丁目から二丁目まである。郵便番号は731-5153（安芸五日市郵便局管区）。平成27年（2015年）現在、当地域の人口は4,102人。

## 地理
彩が丘は広島市中心部（紙屋町）から西へ約10km、同市佐伯区内に位置する住宅団地。北で五日市町大字下河内、南で五日市町大字保井田と接する。団地内を東西に城六川が流れており、城六川の流れる彩が丘中央公園はせせらぎ公園と呼ばれている。

## 歴史
- 1987年（昭和62年）7月 - 着工（計画戸数1325戸）[3]
- 1991年（平成3年）1月 - 竣工[3]

## 交通

### バス
団地内には広電バス彩が丘団地線が走っており、広島市中心部へ向かう「広島バスセンター行き」（美鈴が丘団地を経由する便と、城山を経由する便がある）と、佐伯区の玄関口である五日市駅へ向かう「五日市駅北口行き」が運行されている。

### 道路
西広島バイパスを五日市ランプで降り、波出石交差点を右折し県道41号線を北上。川坂交差点を左折。